# Juan José Garfia Rodríguez
Juan José Garfia Rodríguez, més conegut com «El Garfia» (Valladolid, 1966), és un criminal i delinqüent espanyol.

## Biografia
Garfia és a la presó des de l'any 1987 després de robar un cotxe a les proximitats de Valladolid i assassinar tres persones: un agent de guàrdia civil, l'amo d'un bar de Medina del Campo i un policia municipal.
El seu nom ha estat vinculat posteriorment a alguns motins, en què fins i tot hi va haver víctimes mortals: a la presó de Fontcalent, l'any 1990, va morir un pres en una revolta liderada, entre d'altres, per ell; així com a fugues originals: el 1991 es va escapolir d'un furgó policial de trasllat després de trencar-ne el terra. Tot plegat ha fet que hagi passat per un total de 35 presons de la península ibèrica.
L'estiu de 1991, Garfia va ser catalogat com a pres en el Fitxer d'Interns d'Especial Seguiment (FIES) i castigat en un mòdul d'aïllament de sis metres quadrats, al Penal del Dueso, en què va passar-hi durant un any i mig les 24 hores del dia sol.
L'any 1997 sol·licità permisos domiciliaris però les institucions penitenciàries se'ls denegà. Garfia compleix una condemna de 35 anys. S'ha llicenciat en Història de l'Art i ha escrit diversos llibres.
Actualment compleix condemna a Madrid VII en segon grau i surt habitualment de permís.

## Obra publicada
- Adiós prisión. El relato de las fugas más espectaculares. (Editorial Txalaparta, 1995)

## Filmografia
- Horas de luz (2004), dirigida per Manolo Matjí, protagonitzada per Alberto San Juan (en el papel de Garfia) i Emma Suárez (en el de Marimar).[2]